# A Nemzetközi Űrállomás 52. alaplegénysége
A Nemzetközi Űrállomás 52. alaplegénysége (expedíciója) hattagú alaplegénység, melyet két Szojuz űrhajó, a Szojuz MSZ–04 és a Szojuz MSZ–05 juttat fel és hoz majd le a Földre. Az expedíció a Nemzetközi Űrállomás 51. alaplegénységének Szojuz MSZ–03 űrhajóval a tervek szerint 2017. június 2-i visszatérésével kezdődik majd és a Szojuz MSZ–04 űrhajó a tervek szerint 2017. szeptember 3-i visszatérésével fejeződik majd be.

## Személyzet
| Pozíció            | Első szakasz (2017. júniustól) | Második szakasz (2017. júniustól 2017. szeptemberig)                                                                                                 |
| ------------------ | --- | --- |
| parancsnok         | USA Peggy Whitson, NASA · harmadik űrrepülése · fellövés: 2016. 11. 17., Szojuz MSZ–03 · visszatérés: 2017. 09. 03. (tervezett), Szojuz MSZ–04   | USA Peggy Whitson, NASA · harmadik űrrepülése · fellövés: 2016. 11. 17., Szojuz MSZ–03 · visszatérés: 2017. 09. 03. (tervezett), Szojuz MSZ–04       |
| fedélzeti mérnök 1 | Fjodor Jurcsihin, RKA ötödik űrrepülése fellövés: 2017. 04. 20. (tervezett), Szojuz MSZ–04 visszatérés: 2017. 09. 03. (tervezett), Szojuz MSZ–04 | Fjodor Jurcsihin, RKA ötödik űrrepülése fellövés: 2017. 04. 20. (tervezett), Szojuz MSZ–04 visszatérés: 2017. 09. 03. (tervezett), Szojuz MSZ–04     |
| fedélzeti mérnök 2 | Jack Fischer, NASA első űrrepülése fellövés: 2017. 04. 20. (tervezett), Szojuz MSZ–04 visszatérés: 2017. 09. 03. (tervezett), Szojuz MSZ–04      | Jack Fischer, NASA első űrrepülése fellövés: 2017. 04. 20. (tervezett), Szojuz MSZ–04 visszatérés: 2017. 09. 03. (tervezett), Szojuz MSZ–04          |
| fedélzeti mérnök 3 | | Randy Bresnik, NASA második űrrepülése fellövés: 2017. 07. 28. (tervezett), Szojuz MSZ–05 visszatérés: 2017. 10. 27. (tervezett), Szojuz MSZ–05      |
| fedélzeti mérnök 4 | | Szergej Rjazanszkij, RKA második űrrepülése fellövés: 2017. 07. 28. (tervezett), Szojuz MSZ–05 visszatérés: 2017. 10. 27. (tervezett), Szojuz MSZ–05 |
| fedélzeti mérnök 5 | | Paolo Nespoli, ESA harmadik űrrepülése fellövés: 2017. 07. 28. (tervezett), Szojuz MSZ–05 visszatérés: 2017. 10. 27.(tervezett), Szojuz MSZ–05       |

ForrásSpacefacts